# Лобзик

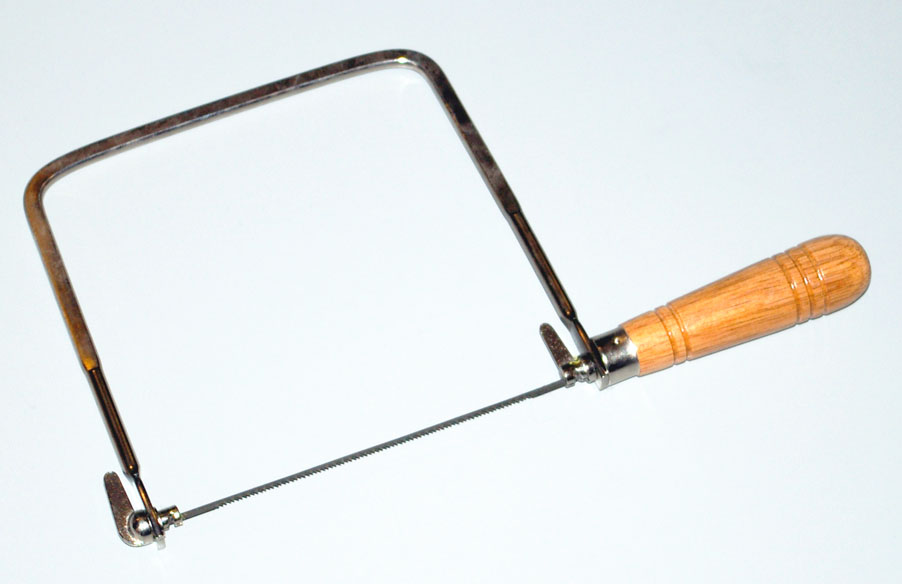
Ручний лобзик зі сталевою рамкою

Ло́бзик (від нім. Laubsäge — «пилка для листяних візерунків») — інструмент для криволінійного розпилювання матеріалів.

## Ручний лобзик

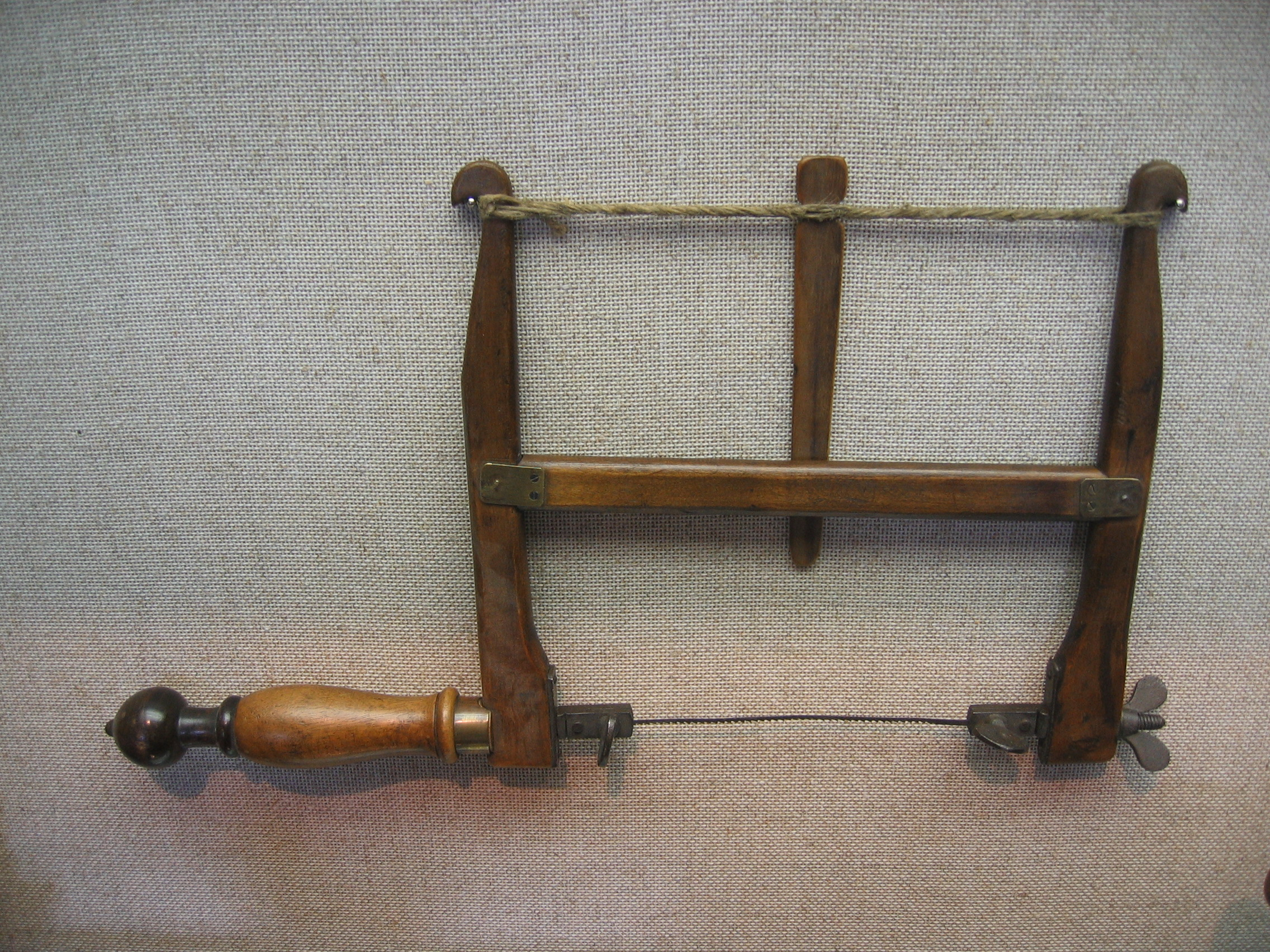
Дерев'яний лобзик із закруткою

Ручний лобзик включає в себе дугоподібну рамку з рукояткою і затисками для кріплення пиляльного полотна. Пиляльне полотно тонке і вузьке, завдяки чому можливо змінювати напрямок пиляння. Рамка має великий просвіт між полотном і своєю верхньою частиною, завдяки чому вона може обходити краї оброблюваної деталі. При необхідності виконати різ по лінії, що не виходить за межі деталі, в деталі робиться отвір (вирубується або висвердлюється), після чого полотно знімають з рамки, протягують в отвір і знову кріплять до рамки.
Ручний лобзик зазвичай застосовують тільки для обробки листових матеріалів з дерева і його похідних (зокрема, фанери), але існують також пилки для обробки більш твердих матеріалів.
Великим недоліком ручного лобзика є мала механічна міцність полотна і малий розмір рамки, через що полотно часто рветься і неможливо виконати пиляння на великій відстані від країв деталі. Випилювання ручним лобзиком вимагає спеціальних навичок утримання лобзика та вибору сили натяжіння пилки.

## Електричний лобзик

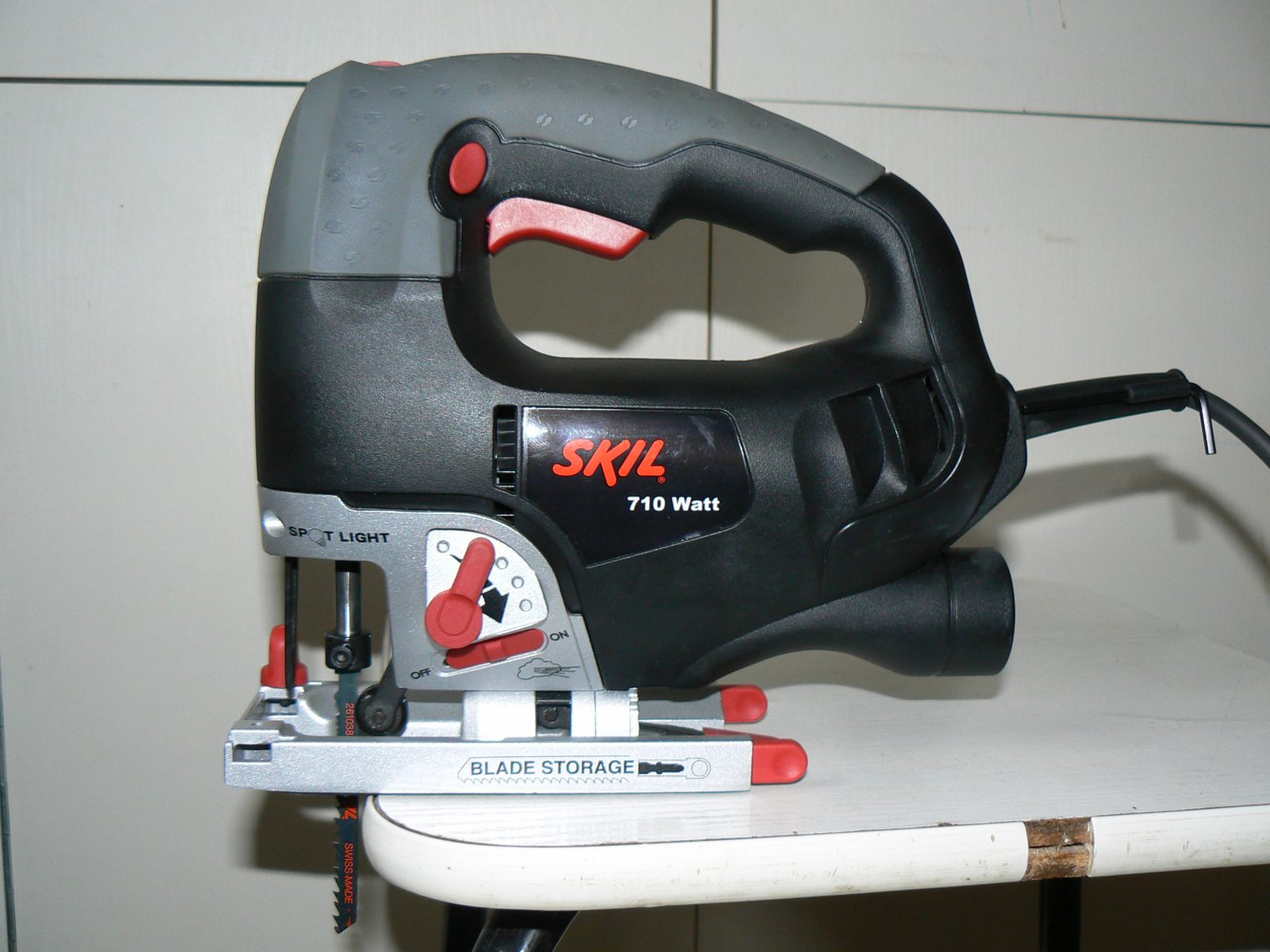
Електричний лобзик

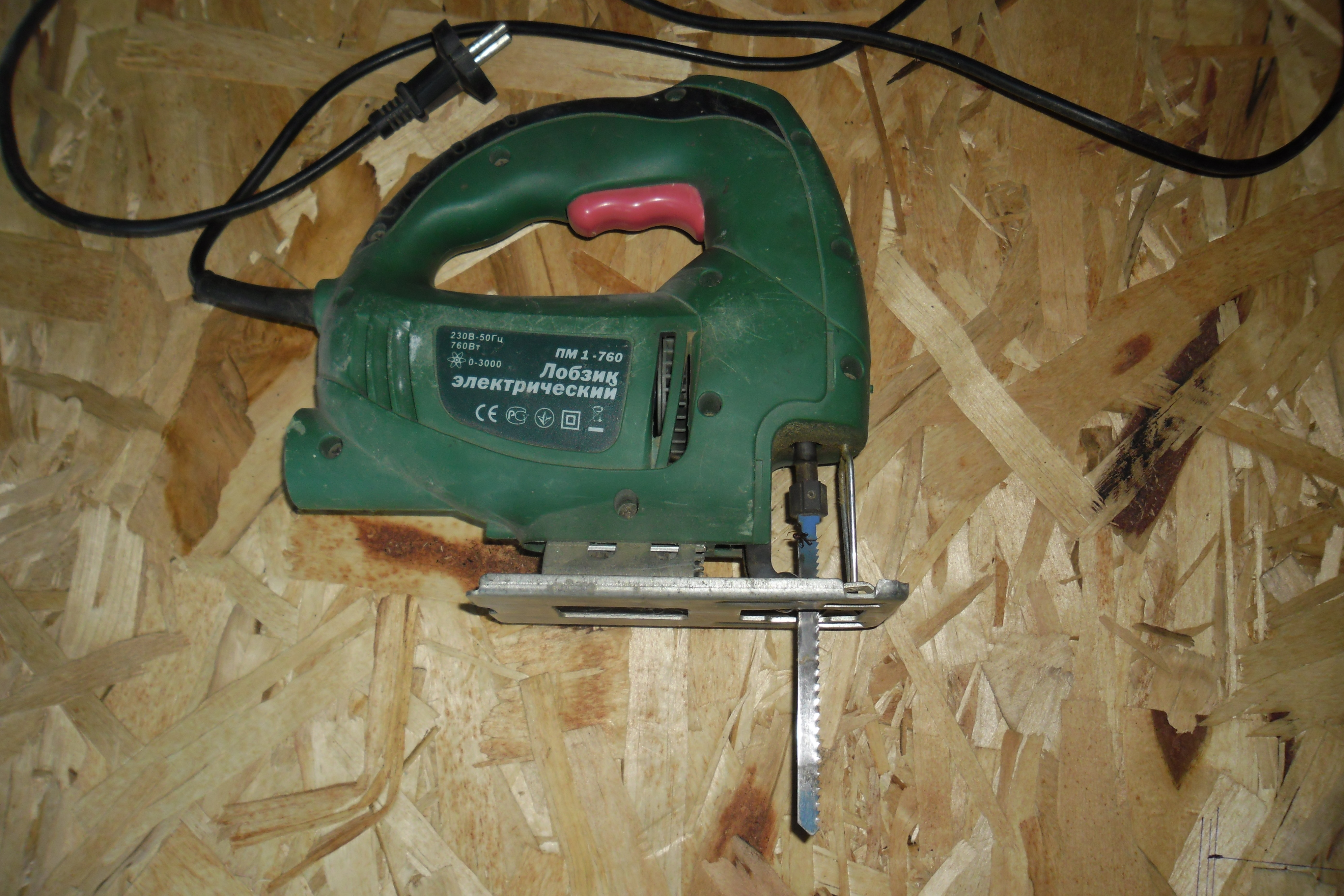
Електричний лобзик. Варіант.

Ручний електричний лобзик включає в себе корпус з плоскою платформою внизу і рукояткою вгорі. Усередині розташовуються електродвигун і механізм, що перетворює обертальний рух вала двигуна в зворотно-поступальний рух пилки. Для ручних лобзиків випускається гарнітура, що дозволяє перетворити лобзик на стаціонарний.
У стаціонарному електролобзику платформа розташована зверху, рукоятка відсутня (верстат нерухомий). Напрямна розміщена в передній частині корпусу і орієнтована вертикально. У нижній частині напрямної закріплюється пиляльне полотно, яке висувається далі платформи. Виступаюча частина полотна при включеному двигуні здійснює зворотно-поступальні рухи, і полотно пиляє матеріал.
Для кріплення полотен використовується спеціальний хвостовик з притискним гвинтом або спеціальним пружинним затиском. Хвостовики стандартизовані, в основному застосовуються U-і Т-подібні.
Ручний лобзик зазвичай застосовують для швидкого розпилювання листових матеріалів з дерева та пластмас. Існують пилки для розпилювання металевих листів з алюмінію або інших не надто твердих металів.